# Il lupo e il cane
Il lupo e il cane (Lupus ad canem) è la settima favola del terzo libro delle Fabulae di Fedro, scritte nel I secolo d.C.

## Trama
Un lupo a chiazze molto magro e affamato incontra nel bosco un cane allegro e grassottello. I due si mettono a passeggiare e il lupo gli chiede come mai sia così pasciuto e lindo, dato che lui si considera il predatore più temuto della zona, e il cane gli risponde che ha un buon padrone. Infatti il cane custodisce il portone ogni notte, per impedir che i ladri possano entrare nella nobile casa e il padrone ricompensa il suo fedele con abbondanti pasti. Il lupo meravigliato esprime il desiderio di volersi trovare in una situazione simile e il cane lo invita nella sua casa.
Camminando, il lupo si accorge che il cane ha la pelliccia del collo rovinata e gli chiede il motivo; l'altro risponde che ciò è a causa del collare che il padrone gli mette il giorno per rimanere in casa e gli toglie la notte per fare la guardia; ma cerca di rinfrancarlo ricordandogli i sontuosi servizi che il lupo riceverà. Ma il lupo offeso dichiara:"allora, caro amico, goditi pure le tue gioie, io non baratto la mia liberta per un regno".
Morale della favola: è più dolce essere liberi e poveri, che ben curati ma trattenuti.